# Francesca Riccardi
Francesca (Françoise) Riccardi, verh. Paër bzw. Paër-Riccardi (* 1788 in Parma; † 13. Mai 1845 in Rom), war eine italienische Opernsängerin (Sopran).

## Leben
Francesca Riccardi wurde in Parma durch Gian Francesco Fortunati ausgebildet und debütierte mit 16 Jahren am Teatro Grande in Brescia. 1795 trat sie als Primadonna in Mailand und Bologna auf; in den folgenden Jahren gab sie Gastspiele in Parma und Florenz. Ab 1796 war sie wieder an der Mailänder Scala engagiert, wo sie u. a. die Livia in Domenico Cimarosas „Italiana in Londra“ oder die Atlanta in der Uraufführung von Zingarellis Oper „Meleagro“ sang.
1797 heiratete sie den Opernkomponisten Ferdinando Paër, der zu der Zeit Hofkapellmeister in Parma und ebenfalls früher Schüler Fortunatis war. Nach der Heirat trat die Sängerin als Mme. Paër auf. Das Paar siedelte 1797 nach Wien über, wo Francesca Paër erste Sängerin an der Italienischen Hofoper wurde und Ferdinando Paër Kapellmeister des Kärntnertortheaters. In Wien trat Francesca in den Hauptrollen einiger Uraufführungen der Werke ihres Mannes auf, so in „Camilla“ (1799) und „Achille“ (1801). 1801 folgte das Ehepaar einem Ruf an das Dresdner Hoftheater. Hier erhielt sie ein Engagement als erste Sängerin, ihr Ehemann wurde Hofkapellmeister in Dresden.
Kaiser Napoleon I. von Frankreich berief beide Künstler, nachdem er sie in Dresden getroffen hatte, 1803 nach Posen und Warschau sowie später, nach dem Frieden von Tilsit, nach Frankreich, wo sie ab 1807 in Paris ganz in seinen Diensten standen. Francesca Paër trat in Paris auf, u. a. auf Hofkonzerten, ging aber ab ca. 1811 wieder nach Italien und lebte in Bologna.